# Поляков, Степан Васильевич
Степа́н Васи́льевич Поляко́в — русский землепроходец XVII века, тобольский сын боярский, драгунский капитан, участник походов Хабарова на Амур.
В середине 40-х годов XVII века Поляков неоднократно избирался в Якутске «житнецким целовальником», который ведал выдачей служилым людям государева жалованья — ржи и соли. Позже возглавил большую промысловую артель, которая успешно действовала на Алдане.

## Участие в экспедиции Хабарова
В 1650 году присоединился к походу Хабарова на Амур. В августе 1652 года, в районе современного Благовещенска поднял мятеж против своего командира и во главе отряда в 132 человека продолжил движение по Амуру и подчинил гиляцкую землю, где основал острог. Против него выступил в поход Хабаров. Зимой 1652/1653 года имело место противостояние двух отрядов землепроходцев. После того как 12 пленных казаков из отряда Полякова были забиты палками насмерть, Поляков решил сдаться под условия личной гарантии. Основанный им острог был срыт. Однако летом 1653 года из Москвы прибыл инспектор Зиновьев с отрядом царского войска, который арестовал обидчика Полякова Хабарова. 15 сентября Д. И. Зиновьев с Е. П. Хабаровым, С В. Поляковым, К. Ивановым и 150 стрельцами двинулся в обратный путь. В Москве, куда Д. И. Зиновьев прибыл в декабре 1654 года, руководители «бунта» против Е. П. Хабарова были полностью оправданы.

## Дальнейшая судьба
Для Полякова служба на Амуре оказалась началом его особо успешной карьеры. В одной из тобольских окладных книг сказано: «Степан Поляков вёрстан в дети боярские… по государевой грамоте из конных казаков за даурскую службу». В 1659—1660 годах при тобольском воеводе князе И. А. Хилкове взят на службу в рейтары, а к 1661 году дослужился до поручика. В 1667—1668 годах при тобольском воеводе П. И. Годунове получил чин драгунского капитана. В 1679 году назначен начальным человеком Исетского острога, где он тогда уже располагал значительными земельными угодьями. В марте 1679 года принимал участие в розыске и поимке последователей раскола.